# Antonio Cassano
Antonio Cassano (* 12. července 1982, Bari, Itálie) je bývalý italský fotbalový útočník a reprezentant, který má stříbrnou medaili z ME 2012. Pro svůj fotbalový talent byl ve své době nejlepším italským mladým fotbalistou, ale kvůli své problémové povaze nedovedl svůj talent vybrousit k dokonalosti.
Trenér Fabio Capello, který jej vedl v Římě i v Realu Madrid, definoval jeho chovaní jako cassanate.

## Kariéra

### Klubová

#### Bari
Fotbalovou kariéru začal v Bari. Chodil na různé zkoušky po fotbalových klubech (Inter i Parma). Nakonec si jej všimli pozorovatelé z rodného města Bari. První utkání v nejvyšší lize odehrál již ve věku 17 let 11. prosince 1999 proti Lecce (0:1) a první branku vstřelil za týden do branky Interu (2:1). kde hrál do roku 2001. Za Bari odehrál dvě sezony a odehrál celkem 50 utkání a vstřelil 6 branek. Byl velmi oblíbeným hráčem mezi fanoušky a velmi talentovaný v celé Itálii.

#### Řím
V létě 2001 odešel ve věku 19 let do Říma za 60 miliard lir. Velmi o něj stál trenér Fabio Capello i vlastník klubu Franco Sensi. Ve své první sezoně vyhrál první trofej a to italský superpohár. Také odehrál první zápasy v Lize mistrů UEFA ale také poprvé záporně ukázal své chování proti rozhodčím. V klubu se setkal s Tottim a Batistutou a vytvořilo se skvělé útočné trio. V lize skončili na 2. místě, jen bod od mistra. On sám vstřelil pět branek.
Další 2. místo klub obsadil v sezoně 2003/04 a Antonio vstřelil 14 branek a jeho spoluhráč Totti 20 branek a vytvořili spolu pár výborných útočníků, kteří v letech 2001 až 2006 vstřelila celkem 146 branek. Během jeho působení u vlků získal dvakrát ocenění pro nejlepšího mladého hráče v lize (2001, 2003).
Jenže vztah s klubem začal zadrhávat. Nejprve odmítl prodloužit smlouvu na 3,2 milionů Euro ročně a poté se začal hádat i s trenéry co přišli po Capellovi. Nic na to se nezměnilo i když přišel Spalletti. Ten jej vyřazuje v kádru.

#### Real Madrid
Nakonec jej v lednu 2006 koupil Real Madrid. Okamžitě je mu dána přezdívka El Gordito (tlustý) Nakonec si fyzickou kondici zlepšil a odehrál ve zbytku sezony celkem 17 utkání. Následující sezonu hrál již pod trenérem Capellem. Hráč se zlepšil a předváděl dobré výkony. Jenže opět přišli hádky s trenérem a za trest byl pět měsíců vyloučen z kádru. I tak je mu připsáno vítězství v lize (2006/07).

#### Sampdoria
V srpnu 2007 ve věku 25 let byl prodán do Italské Sampdorie, nejprve na hostování a po roce změnil v přestup za celkem 5 milionů Euro. Vybral si dres s číslem 99 a první sezonu zakončil 10 brankami z 22 utkání v lize a pomohl klubu k 6. místu. Podepsal novou smlouvu na 2,8 milionů Euro do roku 2013. Následující sezona střelecký úspěšnější, když vstřelil 12 branek. Jenže v lize se nedařilo (13. místo) a v italském poháru prohrál ve finále s Laziem na penalty.
To sezona 2009/10 byla výborná. S klubem obsadil skvělé 4. místo a on vstřelil 9 branek. Následující sezonu hrál předkolo LM s Brémama. Dvojzápas skončil celkem 4:5 pro Brémy a tak jim zůstala EL. To ale Antonio se v říjnu 2010 ostře pohádal s prezidentem klubu, kvůli neochotě se zúčastnit charitativní akce. Byl vyřazen z kádru a kauza byla poslána i k soudu. Soud se rozhodl, že hráči bude pozastavena mzda do ledna 2011 a poté mu bude snížena mzda o polovinu do konce jeho smlouvy (2013).

#### Milán, Inter, Parma a Sampdoria
Dne 27. prosince 2010 mu svolilo vedení se připojit k Milánu a již na začátku roku 2011 do Milána přestoupil. Opět měl na dresu číslo 99 a v prvním utkání si připsal asistenci. Sezonu zakončil prvním titulem v Italské lize a on sám vstřelil 4 branky. Následující sezonu vyhrál italský superpohár a vše nasvědčovalo k dobré sezoně. Jenže 29. října si začal stěžovat na nevolnost. Nakonec musel podstoupit operaci srdce, která se povedla. Po 5 měsících léčby se v dubnu 2012 vrátil na trávník.
V srpnu 2012 byl vyměněn za Pazziniho + doplatkem 7,5 milionů Euro do Interu. Hráč podepsal smlouvu s platem 3 miliony Euro. Za Nerazzurri odehrál jednu sezonu. V lize skočil na 9. místě a v EL ve čtvrtfinále. I tak odehrál celkem 39 utkání a vstřelil 9 branek a na 15 nahrál.
V červenci 2013 odešel do Parmy za nadějného hráče Belfodila. V Parmě podepsal smlouvu na tři roky, ale hrál tu rok a půl. V lednu 2015 předčasně ukončil smlouvu, kvůli nevyplacení mzdy. Za období hrané v Parmě vstřelil celkem 18 branek z 56 utkání.
V létě 2015 podepsal smlouvu se Sampdorií na dva roky s platem 680 000 Euro. Po roce se prezident klubu rozhodl, aby hráč odešel. Kvůli jeho sporům s vedením měl dokonce zákaz vstupu do šaten a tak v sezoně 2016/17 neodehrál žádné utkání. Nakonec v lednu 2017 byla smlouva ukončena.

#### Konec
V červenci 2017 se dohodl s Veronou. Jenže po dvou týdnech se rozhodl ukončit fotbalovou kariéru. Ještě v říjnu 2017 se rozhodl nastartovat svou kariéru ve Virtus Entella, ale za pár dní si to rozmyslel.
Celkem tak odehrál v italské lize 399 utkání a vstřelil 111 branek.

### Reprezentační

#### Juniorská
Začal již od mládeže: do 15, 16, 17 a 20 let. Nikdy nebyl v nominaci na velký turnaj. Měl špatné vztahy s trenéry. Celkem za Itálii U21 odehrál 9 utkání a vstřelil tři branky.

#### Seniorská
Za reprezentaci odehrál 39 utkání a vstřelil 10 branek. Premiéru si odbyl 12. listopadu 2003 ve věku 21 let proti Polsku (1:3), v tomto utkání vstřelil i branku . Po začlenění do sestavy byl vybrán na ME 2004, kde odehrál všechna utkání a vstřelil dvě branky, ale i tak skončili ve skupině.
Nový trenér Marcello Lippi jej vyzkoušel jen ve dvou příležitostech. Také trenér Roberto Donadoni jej zkouší jen na dva zápasy. Znovu se vrátil v roce 2008 při přípravném utkání před ME 2008. Trenér jej nakonec nominoval na turnaj, kde odehrál všechna utkání.
Opět jako trenér byl v roce 2008 angažován Marcello Lippi a ten jej vůbec nezval na zápasy. A tak se znovu objevil v roce 2010 kdy reprezentaci vedl trenér Cesare Prandelli. Pod jeho taktovkou odehrál před ME 2012 14 utkání a dokonce mu svěřil i kapitánskou pásku v utkání se Španělském (2:1). Na turnaj byl nominován a odehrál všechna utkání a vstřelil i jednu branku. Hrál i ve finále proti Španělsku (0:4) a tak dostal stříbrnou medaili.
Další reprezentační zápasy odehrál až v roce 2014, těsně před MS 2014. Trenér jej na turnaj nominoval a on si zahrál ve dvou zápasech. Po turnaji již nebyl nikdy povolán.

## Přestupy
- z Bari do Říma za 31 000 000 eur
- ze Říma do Realu Madrid za 5 500 000 eur
- z Realu Madrid do Sampdorie za 5 000 000 eur
- ze Sampdorie do Milána za 3 300 000 eur
- z Milána do Interu za 5 500 000 eur
- z Interu do Parmy zadarmo

## Statistika

### Klubová
| Sezóna                | Klub                  | Liga                  | Liga   | Liga | Národní poháry | Národní poháry | Národní poháry | Kontinentální poháry | Kontinentální poháry | Kontinentální poháry | Celkem | Celkem |
| Sezóna                | Klub                  | Soutěž                | Zápasy | Góly | Soutěž         | Zápasy         | Góly           | Soutěž               | Zápasy               | Góly                 | Zápasy | Góly   |
| --------------------- | --------------------- | --------------------- | ------ | ---- | -------------- | -------------- | -------------- | -------------------- | -------------------- | -------------------- | ------ | ------ |
| 1999/00               | Bari                  | Serie A               | 21     | 3    | IP             | 0              | 0              | -                    | 0                    | 0                    | 21     | 3      |
| 2000/01               | Bari                  | Serie A               | 27     | 3    | IP             | 2              | 0              | -                    | 0                    | 0                    | 29     | 3      |
| Celkem za Bari        | Celkem za Bari        | Celkem za Bari        | 48     | 6    | -              | 2              | 0              | -                    | 0                    | 0                    | 50     | 6      |
| 2001/02               | Řím                   | Serie A               | 22     | 5    | IP+IS          | 3+0            | 1              | LM                   | 5                    | 0                    | 30     | 6      |
| 2002/03               | Řím                   | Serie A               | 27     | 9    | IP             | 5              | 1              | LM                   | 11                   | 4                    | 43     | 14     |
| 2003/04               | Řím                   | Serie A               | 33     | 14   | IP             | 0              | 0              | PU                   | 6                    | 4                    | 39     | 18     |
| 2004/05               | Řím                   | Serie A               | 31     | 9    | IP             | 8              | 1              | LM                   | 3                    | 1                    | 42     | 11     |
| 2005/06               | Řím                   | Serie A               | 5      | 2    | IP             | 0              | 0              | PU                   | 2                    | 1                    | 7      | 3      |
| Celkem za Řím         | Celkem za Řím         | Celkem za Řím         | 118    | 39   | -              | 16             | 3              | -                    | 27                   | 10                   | 161    | 52     |
| 2006                  | Real Madrid           | Primera División      | 12     | 1    | ŠP             | 4              | 1              | LM                   | 1                    | 0                    | 17     | 2      |
| 2006/07               | Real Madrid           | Primera División      | 7      | 1    | ŠP             | 1              | 1              | LM                   | 4                    | 0                    | 12     | 2      |
| Celkem za Real Madrid | Celkem za Real Madrid | Celkem za Real Madrid | 19     | 2    | -              | 5              | 2              | -                    | 5                    | 0                    | 29     | 4      |
| 2007/08               | Sampdoria             | Serie A               | 22     | 10   | IP             | 2              | 0              | PU                   | 1                    | 0                    | 25     | 9      |
| 2008/09               | Sampdoria             | Serie A               | 35     | 12   | IP             | 4              | 1              | PU                   | 6                    | 2                    | 45     | 15     |
| 2009/10               | Sampdoria             | Serie A               | 32     | 9    | IP             | 1              | 2              | -                    | 0                    | 0                    | 33     | 11     |
| 2010/11               | Sampdoria             | Serie A               | 7      | 4    | IP             | 0              | 0              | LM+EL                | 2+3                  | 1+0                  | 12     | 5      |
| 2011                  | Milán                 | Serie A               | 17     | 4    | IP             | 4              | 0              | LM                   | 0                    | 0                    | 21     | 4      |
| 2011/12               | Milán                 | Serie A               | 16     | 3    | IP+IS          | 0+0            | 0              | LM                   | 3                    | 1                    | 19     | 4      |
| Celkem za Milán       | Celkem za Milán       | Celkem za Milán       | 33     | 7    | -              | 4              | 0              | -                    | 3                    | 1                    | 40     | 8      |
| 2012/13               | Inter                 | Serie A               | 28     | 7    | IP             | 2              | 1              | EL                   | 9                    | 1                    | 39     | 9      |
| 2013/14               | Parma                 | Serie A               | 34     | 12   | IP             | 2              | 1              | -                    | 0                    | 0                    | 36     | 13     |
| 2014/15               | Parma                 | Serie A               | 19     | 5    | IP             | 1              | 0              | -                    | 0                    | 0                    | 20     | 5      |
| Celkem za Parmu       | Celkem za Parmu       | Celkem za Parmu       | 53     | 17   | -              | 3              | 1              | -                    | 0                    | 0                    | 56     | 18     |
| 2015/16               | Sampdoria             | Serie A               | 24     | 2    | IP             | 1              | 0              | -                    | 0                    | 0                    | 25     | 2      |
| 2016/17               | Sampdoria             | Serie A               | 0      | 0    | IP             | 0              | 0              | -                    | 0                    | 0                    | 0      | 0      |
| Celkem za Sampdorii   | Celkem za Sampdorii   | Celkem za Sampdorii   | 120    | 37   | -              | 8              | 3              | -                    | 12                   | 3                    | 140    | 43     |
| Celkově               | Celkově               | Celkově               | 419    | 115  | -              | 40             | 10             | -                    | 56                   | 15                   | 515    | 140    |

### Reprezentační

#### Statistika na velkých turnajích
| Reprezentace | Rok     | Zápasy              | Zápasy | Zápasy     | Zápasy           | Zápasy           | Zápasy             |
| Reprezentace | Rok     | Fáze turnaje        | Datum  | Soupeř     | Odehraných minut | Vstřelené branky | Výsledek           |
| ------------ | ------- | ------------------- | ------ | ---------- | ---------------- | ---------------- | ------------------ |
| Itálie       | ME 2004 | 1. zápas ve skupině | 14. 6. | Dánsko     | 26               | 0                | 0:0                |
| Itálie       | ME 2004 | 2. zápas ve skupině | 18. 6. | Švédsko    | 70               | 1                | 1:1                |
| Itálie       | ME 2004 | 3. zápas ve skupině | 22. 6. | Bulharsko  | 90               | 1                | 2:1                |
| Itálie       | ME 2008 | 1. zápas ve skupině | 9. 6.  | Nizozemí   | 15               | 0                | 0:3                |
| Itálie       | ME 2008 | 2. zápas ve skupině | 13. 6. | Rumunsko   | 33               | 0                | 1:1                |
| Itálie       | ME 2008 | 3. zápas ve skupině | 17. 6. | Francie    | 90               | 0                | 2:0                |
| Itálie       | ME 2008 | Osmifinále          | 22. 6. | Španělsko  | 75               | 0                | 0:0 (2:4 na (pen.) |
| Itálie       | ME 2012 | 1. zápas ve skupině | 10. 6. | Španělsko  | 65               | 0                | 1:1                |
| Itálie       | ME 2012 | 2. zápas ve skupině | 14. 6. | Chorvatsko | 83               | 0                | 1:1                |
| Itálie       | ME 2012 | 3. zápas ve skupině | 18. 6. | Irsko      | 63               | 1                | 2:0                |
| Itálie       | ME 2012 | Čtvrtfinále         | 24. 6. | Anglie     | 78               | 0                | 0:0 (4:2 na (pen.) |
| Itálie       | ME 2012 | Semifinále          | 28. 6. | Německo    | 58               | 0                | 2:1                |
| Itálie       | ME 2012 | Finále              | 1. 7.  | Španělsko  | 45               | 0                | 0:4                |
| Itálie       | MS 2014 | 2. zápas ve skupině | 20. 6. | Kostarika  | 45               | 0                | 0:1                |
| Itálie       | MS 2014 | 3. zápas ve skupině | 24. 6. | Uruguay    | 19               | 0                | 0:1                |

#### Reprezentační branky
| Gól | Datum        | Stadion                                                            | Soupeř          | Skóre | Výsledek | Soutěž                 |
| --- | ------------ | ------------------------------------------------------------------ | --------------- | ----- | -------- | ---------------------- |
| 010 | 12. 11. 2003 | Stadion Miejski im. Marszałka Józefa Piłsudskiego, Varšava, Polsko | Polsko          | 2:1   | 3:1      | Přátelské utkání       |
| 02  | 18. 6. 2004  | Estádio do Dragão, Porto, Portugalsko                              | Švédsko         | 1:0   | 1:1      | ME 2004 – skupina      |
| 03  | 22. 6. 2004  | Estádio D. Afonso Henriques, Guimarães, Portugalsko                | Bulharsko       | 2:1   | 2:1      | ME 2004 – skupina      |
| 04  | 3. 9. 2010   | A. Le Coq Arena, Tallinn, Estonsko                                 | Estonsko        | 1:1   | 1:2      | Kvalifikace na ME 2012 |
| 05  | 7. 9. 2010   | Stadio Artemio Franchi, Florencie, Itálie                          | Faerské ostrovy | 3:0   | 5:0      | Kvalifikace na ME 2012 |
| 060 | 3. 6. 2011   | Stadio Alberto Braglia, Modena, Itálie                             | Estonsko        | 2:0   | 3:0      | Kvalifikace na ME 2012 |
| 07  | 2. 9. 2011   | Tórsvøllur, Tórshavn, Faerské ostrovy                              | Faerské ostrovy | 0:1   | 0:1      | Kvalifikace na ME 2012 |
| 08  | 11. 10. 2011 | Stadio Adriatico, Pescara, Itálie                                  | Severní Irsko   | 1:0   | 3:0      | Kvalifikace na ME 2012 |
| 09  | 11. 10. 2011 | Stadio Adriatico, Pescara, Itálie                                  | Severní Irsko   | 2:0   | 3:0      | Kvalifikace na ME 2012 |
| 010 | 18. 6. 2012  | Městský stadion, Poznaň, Polsko                                    | Irsko           | 3:2   | 1:0      | ME 2012 – skupina      |

## Úspěchy

### Klubové
- vítěz španělské ligy (2x)

Real Madrid: 2006/07
- vítěz italské ligy (1x)

Milán: 2010/11
- vítěz italského superpoháru (2x)

Řím: 2001

Milán: 2011

### Reprezentační
- 1× na MS (2014)
- 3× na ME (2004, 2008, 2012 – stříbro)

### Individuální
- 2× nejlepší mladý hráč Serie A (2001, 2003)